# 太湖薹草
太湖薹草（学名：Carex taihuensis）为莎草科薹草属的植物。分布于中国大陆的安徽等地，多生于山坡路边，目前尚未由人工引种栽培。